# 迈耶
迈耶（Meyer）是一个在欧洲各族裔中普遍存在的姓氏，并且有着诸多变体。这些变体并一定都是起源自迈耶，或者与迈耶直接相关。在德国，Meyer是一个常见姓氏。

## 变体与翻译
根据新华社译名室编纂的《世界人名翻译大词典》，Meyer在英语、芬兰语、瑞典语、南非语中作“迈耶”，在西班牙语、法语、丹麦语、挪威语中作“梅耶尔”，在德语、意大利语、匈牙利语、罗马尼亚语、捷克语、波兰语中作“迈尔”；此外还有2个约定俗成的例子，即瑞士德语作家康拉德·费迪南·迈耶和德国化学家尤利乌斯·洛塔尔·迈耶尔。Meyer有着相当多的变体，包括但不限于Myer、Meyr、Meier、Meijer、Mayer、Maier、Mayr、Mair。

## 起源
迈耶衍生自中古高地德语单词，意思是“（领主地产的）管理者”。这一德语词汇则是演化自拉丁语的，虽然这个词后来演化成佃农或农民的意思，但最初的意思是“族长”，德语也是从这个意思衍生出市长的含义。由于这个词的德语读音类似于希伯来语姓氏梅厄（מֵאִיר，意思为发光的），因此许多德国犹太人在哈斯卡拉运动中将自己的姓氏改为相近的德语姓氏，所以有很多犹太人姓迈耶。

## 分布
2014年，迈耶仍然是瑞士、德国、卢森堡、南非的常见姓氏。迈耶是德国第6大姓氏，瑞士的第8大姓氏。

### 引用
1. 1 2  . Forebears.   [4 September 2022]. （原始内容存档于2023-07-31）.
2. ↑  译名室, 新华通讯社.  第二版. 北京: 中国对外翻译出版公司. 2007. ISBN 9787500107996. OCLC 163575075.
3. ↑  Anita Diamant, The New Jewish Baby Book: Names, Ceremonies, Customs: A Guide for Today's Families (Woodstock, VT: Jewish Lights Publishing, 1993).
4. ↑  . forebears.io.   [2023-03-13]. （原始内容存档于2021-07-22）.